# Maxim Pawlowitsch Stawzew
Maxim Pawlowitsch Stawzew (russisch Максим Павлович Ставцев; * 29. Januar 2004) ist ein russischer Fußballspieler.

## Karriere
Stawzew begann seine Karriere beim FK Rostow. Im Juni 2020 debütierte er für die Profis in der Premjer-Liga, als er am 23. Spieltag der Saison 2019/20 gegen den FK Sotschi in der 79. Minute für Danil Chromow eingewechselt wurde. In jenem Spiel lief eine reine Jugendmannschaft der Rostower auf, nachdem die Profis aufgrund von COVID-Fällen unter Quarantäne gestellt worden waren. Rostow verlor die Partie mit 10:1. Der zu jenem Zeitpunkt 16-jährige Stawzew war der jüngste Spieler im Kader Rostows, durch jenen Einsatz wurde er zudem zum viertjüngsten Spieler in der Geschichte der Premjer-Liga, sowie zum jüngsten Spieler Rostows in der höchsten russischen Spielklasse.